# Karl Urban (színművész)
Karl-Heinz Urban (Wellington, 1972. június 7. –) új-zélandi színész. Legismertebb filmjei Peter Jackson A Gyűrűk Ura-sorozatának második és harmadik része, melyekben Éomert alakította.

## Élete

### Fiatalkora
Urban Új-Zéland fővárosában, Wellingtonban született, édesapja német emigráns. A St Mark's Church Schoolba járt, ahol már kezdte megkedvelni a nyilvános szerepléseket. Első színészi munkája egy egymondatos szerep volt egy televíziós sorozatban, nyolcéves korában. Azonban legközelebb csak a középiskola elvégzése után játszott.
A középiskolát a Wellingtoni Főiskola követte. Elhagyva a középiskolát felajánlották neki Jamie Forrest homoszexuális paramedikus szerepét a Shortland Street című az új-zélandi sikersorozatban. Miután feltűnt a széria 1993-1994-es évadában, jelentkezett a Viktória Egyetemre Wellingtonban egy évre, majd otthagyta színészi pályája érdekében. A következő néhány évben számos színházi szerepben látható volt Wellington környékén. Végül Aucklandbe költözött, ahol jó néhány vendégszereplést ajánlottak neki helyi műsorokban. Egyik első szerepe egy heroinfüggő volt a Shark in the Park című drámában.

### Pályafutása
Korai munkái közé tartozik a Shortland Street című szappanopera egy szerepe, ami miatt félbeszakította tanulmányait a Wellington Viktória Egyetemen, illetve a Shark in the Park című zsarudráma második évadának vendégszereplése. Filmek és tévéműsorok mellett Urban fellépett színházban is, illetve látható volt televízióreklámokban, szülőhazájában, Új-Zélandon és külföldön. 1998 február–márciusában játszott a The Herbal Bed at the Maidment Theatre című darabban Aucklandben. Augusztusban Marcus Antoniust alakította az Auckland Theatre Company Julius Caesar-produkciójában. 1999-ben feltűnt szintén a társaság darabjában, a Foreskin’s Lamentben.
Urban a nemzetközileg sugárzott amerikai tévésorozatok, a Herkules és a Xena visszatérő szereplője volt mint Kupidó, illetve Julius Caesar. Mindkét széria forgatási helyszínéül Új-Zéland szolgált. Urban elnyerte a New Zealand Film and TV Awardsot a 2000-es The Price of Milkbeli szerepéért.
Hollywoodi áttörése 2002-ben jött el A szellemhajó című horrorfilmmel. Ezt követően olyan nagy volumenű filmekben játszott, mint A gyűrűk ura-trilógia, A Bourne-csapda vagy A sötétség krónikája. Értesülések szerint A gyűrűk ura-beli szerepéért 400 000 dolláros részesedést tett zsebre.
A The Hollywood Reporter jelentése szerint Urban azon színészek közé tartozott, akik szóba kerültek a 007-es brit titkosügynök szerepébe a 2006-os, 21. Bond-filmben, a Casino Royale-ban, melynek rendezője a szintén új-zélandi Martin Campbell. A filmforce.com weboldal kételyeinek adott hangot megfelelésével kapcsolatban. A szerep végül Daniel Craighez került, ami kezdetben nagy visszhangot váltott ki rajongók és nem-rajongók körében egyaránt.
Urban alakította John „Kaszás” Grimmet, a Universal Pictures Doom című filmjének egyik főszerepét 2005 októberében. Ezt követően vezető szerephez jutott a 2007-es A barbár: Legenda a szellemharcosrólban, 2009-ben pedig a Star Trek új változatában játssza Leonard McCoyt. 2013-tól az Emberi tényező című televíziós sorozat főszereplőjeként John Kennex nyomozót alakítja.

### Magánélete
2000 novemberében született meg a fia, Hunter, partnerétől, Natalie-tól, akivel 2004-ben össze is házasodtak, majd 2005 januárjában megszületett második fiuk, Indiana.

## Filmográfia

### Film
| Év   | Magyar cím                            | Eredeti cím                                   | Szerep                                         | Magyar hang          |
| ---- | ------------------------------------- | --------------------------------------------- | ---------------------------------------------- | -------------------- |
| 1992 |                                       | Chunuk Bair                                   | Wellington katona                              |                      |
| 1998 | Halálos látomások                     | Heaven                                        | Dörzsölt                                       | Reisenbüchler Sándor |
| 2000 |                                       | The Irrefutable Truth about Demons            | Harry Ballard                                  |                      |
| 2000 | A tej ára                             | The Price of Milk                             | Rob                                            |                      |
| 2002 | A szellemhajó                         | Ghost Ship                                    | Munder                                         | Szabó Győző          |
| 2002 | A Gyűrűk Ura: A két torony            | The Lord of the Rings: The Two Towers         | Éomer                                          | Viczián Ottó         |
| 2003 | A Gyűrűk Ura: A király visszatér      | The Lord of the Rings: The Return of the King | Éomer                                          | Viczián Ottó         |
| 2004 | A sötétség krónikája                  | The Chronicles of Riddick                     | Siberius Vaako                                 | Bozsó Péter          |
| 2004 | A Bourne-csapda                       | The Bourne Supremacy                          | Kirill                                         | Magyar Bálint        |
| 2005 | Doom                                  | Doom                                          | John Grimm                                     | Papp Dániel          |
| 2006 |                                       | Out of the Blue                               | Nick Harvey                                    |                      |
| 2007 | A Barbár – Legenda a szellemharcosról | Pathfinder                                    | Szellem                                        | Hujber Ferenc        |
| 2009 | Star Trek                             | Star Trek                                     | Leonard McCoy                                  | Crespo Rodrigo       |
| 2009 |                                       | Black Water Transit                           | Earl Pike                                      |                      |
| 2010 | És hamarosan a sötétség               | And Soon the Darkness                         | Michael                                        | Dolmány Attila       |
| 2010 | RED                                   | Red                                           | William Cooper                                 | Nagy Ervin           |
| 2011 | A pap – Háború a vámpírok ellen       | Priest                                        | A fekete kalapos                               | Széles Tamás         |
| 2012 | Dredd                                 | Dredd                                         | Dredd bíró                                     | Viczián Ottó         |
| 2013 | Star Trek – Sötétségben               | Star Trek Into Darkness                       | Leonard McCoy                                  | Crespo Rodrigo       |
| 2013 | Riddick                               | Riddick                                       | Siberius Vaako (cameo)                         | Nagy Ervin           |
| 2013 | Dinoszauruszok, a Föld urai           | Walking with Dinosaurs                        | Zach                                           | Király Attila        |
| 2014 | Kéjlak                                | The Loft                                      | Vincent Stevens                                | Kálid Artúr          |
| 2016 | Star Trek: Mindenen túl               | Star Trek: Beyond                             | Leonard McCoy                                  | Crespo Rodrigo       |
| 2016 | Elliott, a sárkány                    | Pete's Dragon                                 | Gavin                                          | Nagy Ervin           |
| 2017 | Thor: Ragnarök                        | Thor: Ragnarok                                | Skurge                                         | Szabó Győző          |
| 2017 | Néma bosszú                           | Acts of Vengeance                             | Strode                                         | Seder Gábor          |
| 2017 | A hóhér                               | Hangman                                       | Will Ruiney nyomozó                            | Crespo Rodrigo       |
| 2018 | Bent – Becstelenek                    | Bent                                          | Danny Gallagher                                | Crespo Rodrigo       |
| 2019 | Star Wars IX. rész – Skywalker kora   | Star Wars: The Rise of Skywalker              | rohamosztagos (cameo, stáblistán nem szerepel) | nem szólal meg       |
| 2020 |                                       | Butcher: A Short Film (rövidfilm)             | William „Billy” Butcher                        |                      |
| 2022 | A tengeri fenevad                     | The Sea Beast                                 | Jacob Holland (hangja)                         | Makranczi Zalán      |
| 2025 | Mortal Kombat II.                     | Mortal Kombat II                              | Johnny Cage                                    |                      |

### Televízió
| Év        | Magyar cím              | Eredeti cím                      | Szerep                  | Megjegyzések                                            |
| --------- | ----------------------- | -------------------------------- | ----------------------- | ------------------------------------------------------- |
| 1990      |                         | Shark in the Park                | Rohann Murdoch          | 6 epizód                                                |
| 1992      |                         | Homeward Bound                   | Tim Johnstone           | ismeretlen epizódok                                     |
| 1993      |                         | White Fang                       | David                   | 1 epizód                                                |
| 1993–1994 |                         | Shortland Street                 | Jamie Forrest mentős    | ismeretlen epizódok                                     |
| 1995      |                         | Riding High                      | James Westwood          | ismeretlen epizódok                                     |
| 1996–1998 | Herkules                | Hercules: The Legendary Journeys | Cupido                  | 1 epizód                                                |
| 1996–1998 | Herkules                | Hercules: The Legendary Journeys | Julius Caesar           | 1 epizód                                                |
| 1996–2001 | Xena: A harcos hercegnő | Xena: Warrior Princess           | Mael                    | 1 epizód                                                |
| 1996–2001 | Xena: A harcos hercegnő | Xena: Warrior Princess           | Julius Caesar           | 8 epizód                                                |
| 1996–2001 | Xena: A harcos hercegnő | Xena: Warrior Princess           | Cupido                  | 2 epizód                                                |
| 1997      |                         | Amazon High                      | Kor                     | tévéfilm                                                |
| 2000      |                         | The Privateers                   | Aran Dravyk százados    | tévéfilm                                                |
| 2008      | Komancsok holdja        | Comanche Moon                    | Woodrow F. Call         | - minisorozat - magyar hangja:[forrás?] - Papp Dániel   |
| 2013–2014 | Emberi tényező          | Almost Human                     | John Kennex             | - 13 epizód - magyar hangja: - Széles Tamás             |
| 2014      |                         | Short Poppies                    | Alex Turnbull           | 1 epizód                                                |
| 2019–     | A fiúk                  | The Boys                         | William "Billy" Butcher | - főszereplő - magyar hangja: - Debreczeny Csaba        |
| 2022      |                         | Ark: The Animated Series         | Bob (hangja)            | főszereplő                                              |
| 2023      | V generáció             | Gen V                            | William "Billy" Butcher | - 1 epizód - magyar hangja:[forrás?] - Debreczeny Csaba |

## Díjai
- Broadcast Film Critics Association Awards

2004. legjobb színészgárda: A gyűrűk ura: A király visszatér (megosztva a többi szereplővel)
- National Board of Review, USA

2003. legjobb színészgárda: A gyűrűk ura: A király visszatér (megosztva a többi szereplővel)
- Screen Actors Guild Awards

2004. legjobb színészgárda: A gyűrűk ura: A király visszatér (megosztva a többi szereplővel)

## Fordítás
- Ez a szócikk részben vagy egészben  a   Karl Urban című angol Wikipédia-szócikk fordításán alapul.  Az eredeti cikk szerkesztőit annak laptörténete sorolja fel. Ez a jelzés csupán a megfogalmazás eredetét és a szerzői jogokat jelzi, nem szolgál a cikkben szereplő információk forrásmegjelöléseként.